# Paulhaguet
Paulhaguet är en kommun i departementet Haute-Loire i regionen Auvergne-Rhône-Alpes i centrala Frankrike. Kommunen ligger i kantonen Paulhaguet som tillhör arrondissementet Brioude. År 2022 hade Paulhaguet 855 invånare.

## Befolkningsutveckling
Antalet invånare i kommunen Paulhaguet
| Referens: INSEE |